# Верхняя Кумашка
Ве́рхняя Кума́шка (чув. Тури Кăмаша) — деревня в Шумерлинском районе Чувашской республики. До 2021 года входила в состав Нижнекумашкинского сельского поселения.

## География
Находится в западной части Чувашии на расстоянии приблизительно 8 км на север по прямой от районного центра города Шумерля.

## История
Известна с 1730-х годов как Кумашка, деревня новокрещеных чувашей. В 1857 году сюда подселились также чуваши из Оточева (Чебоксарский район) и Тинсарина (Маринско-Посадский район). По переписи 1910—1911 годов учтено было здесь 555 человек.
Территория южнее реки Кумашки (приток Суры) чувашами была заселена лишь в XVII веке. В бассейне реки Кумашки в 40-х годах XVII века чуваши из деревень Тинсарино Туруновской волости и Оточево Кинярской волости расчистили две поляны и основали выселок Третье Тинсарино, который позднее назван Кумашкой.
В ревизских сказках XIX века жители деревень Нижняя и Верхняя Кумашка записаны как поселяне из деревень Акрамово, Оточево, Третья Тинсарина (совр. Асакасы), Четвертая Тинсарина (совр. Большие Хирлепы, Чирш-Хирлепы и др.), а в более ранних ревизиях XVIII века жители обнаруживаются в соответствующих деревнях Туруновской волости Чебоксарского уезда.

## Население
Население составляло 188 человек (чуваши 97 %) в 2002 году, 192 в 2010.